# Heterolepidoderma gracile
Heterolepidoderma gracile är en djurart som tillhör fylumet bukhårsdjur, och som beskrevs av Adolf Remane 1927. Heterolepidoderma gracile ingår i släktet Heterolepidoderma och familjen Chaetonotidae. Inga underarter finns listade i Catalogue of Life.